# Joseph Daul

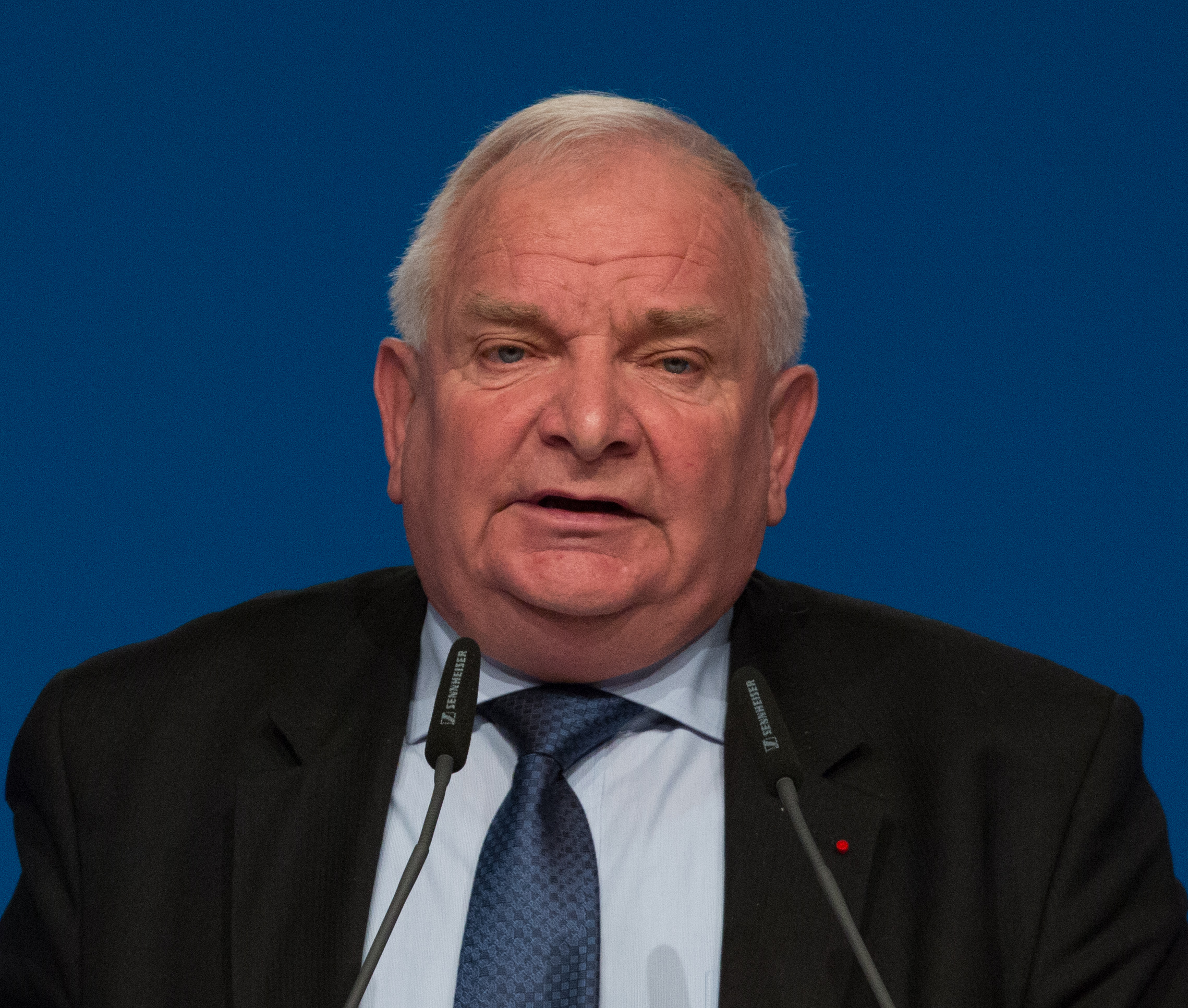
Joseph Daul (2016)

Joseph Daul (* 13. April 1947 in Straßburg) ist ein französischer Politiker der konservativen Partei Les Républicains (bis 2015 UMP) und der Europäischen Volkspartei (EVP). Er war von 1999 bis 2014 Mitglied des Europäischen Parlaments, wo er von 2007 bis 2014 der EVP-Fraktion vorsaß. Von 2013 bis 2019 war er Parteivorsitzender der EVP.

## Jugend, Studium und Beruf
Daul wuchs mit sechs Geschwistern auf dem elterlichen Bauernhof auf und übernahm im Alter von 20 Jahren den Betrieb. Er absolvierte ein Studium der Landwirtschaft an der École d’Agriculture sowie der École du syndicalisme agricole und schloss sein Studium 1981 an dem Institut des hautes études de la défense nationale ab. Er wuchs zweisprachig mit Elsässisch und Französisch auf.
Daul ist Mitglied des französischen Bauernverbandes und wurde 1976 zum Vizepräsidenten der Nachwuchsorganisation Centre National des Jeunes Agriculteurs gewählt, wo er vor allem mit Europapolitik vertraut war. Im Zuge der BSE-Krise 1997 wurde er Vorsitzender des französischen Rindfleischerzeugerverbandes Fédération Nationale française des producteurs de viande bovine.

## Politische Funktionen und Auszeichnungen
Von 1989 bis 2001 war Joseph Daul Bürgermeister der Gemeinde Pfettisheim, anschließend war er bis 2008 stellvertretender Bürgermeister von Pfettisheim sowie Vizepräsident der Communauté de communes du Kochersberg. 
Bei der Europawahl 1999 wurde er auf der Liste des gaullistischen Rassemblement pour la République (RPR) in das Europäische Parlament gewählt. Dort schloss er sich der konservativen Fraktion EVP-ED an, deren Vorstandsmitglied er ab 2002 war. Er war von Anfang an Mitglied des Landwirtschaftsausschusses und von 2002 bis 2004 dessen Vorsitzender. In dieser Zeit war er zugleich Vorsitzender der Konferenz der Ausschussvorsitze des Europäischen Parlaments. 1999 war er Teil der Delegation des Europäischen Parlaments bei der WTO-Konferenz in Seattle, 2001 war er in Doha bei der Eröffnung der sogenannten Doha-Runde beteiligt, 2003 nahm er an der WTO-Konferenz in Cancún teil. 

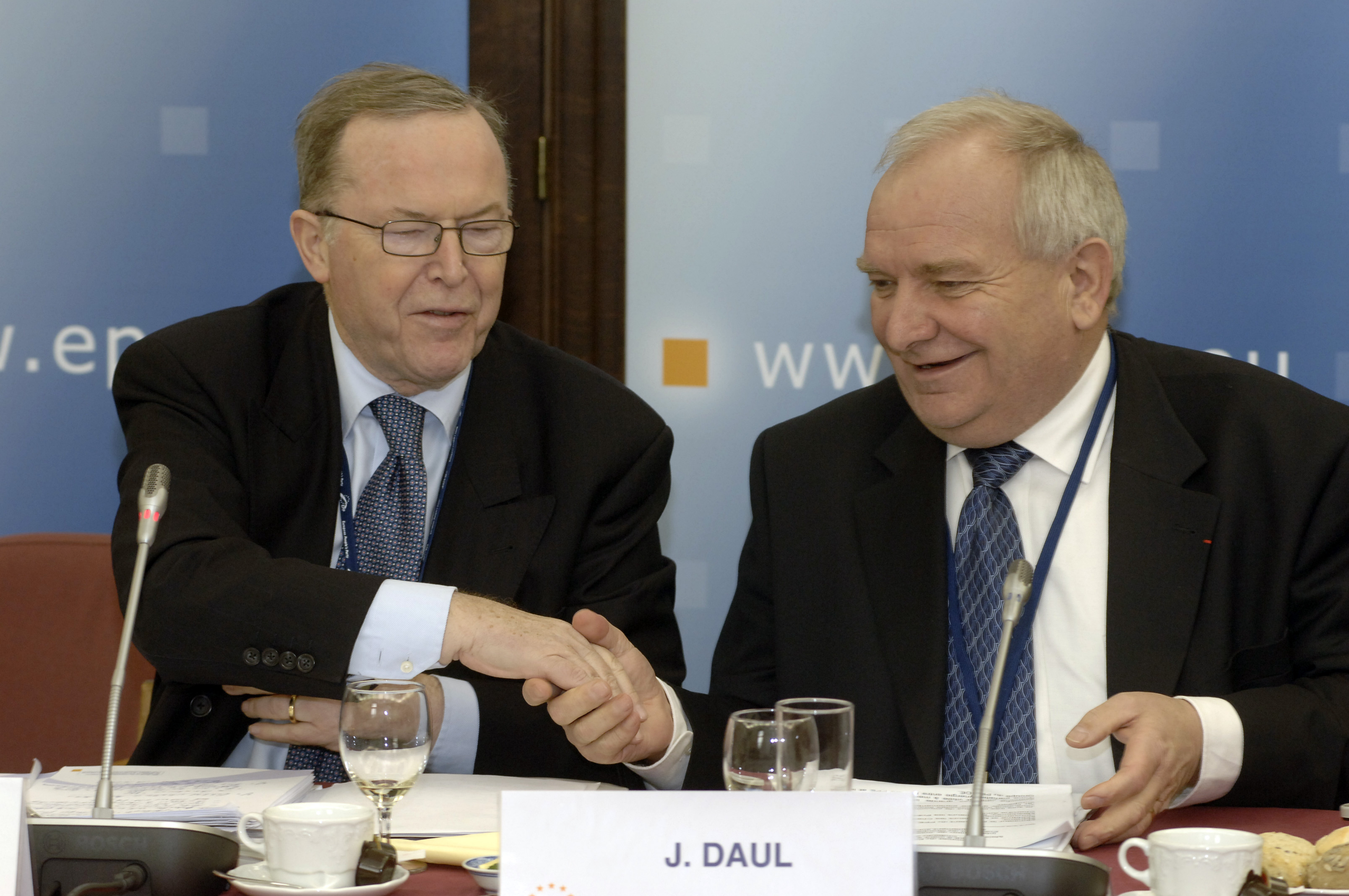
Daul und sein Vorgänger Wilfried Martens auf dem EVP-Gipfel 2007

Als Abgeordneter der aus dem RPR und anderen hervorgegangene Mitte-rechts-Sammelpartei Union pour un mouvement populaire (UMP) wurde er bei den Europawahlen 2004 sowie 2009 wiedergewählt. Von 2004 bis 2007 war er erneut Vorsitzender des Ausschusses für Landwirtschaft und ländliche Entwicklung sowie der Konferenz der Ausschussvorsitzenden. Im Januar 2007 wurde Daul als Nachfolger Hans-Gert Pötterings zum Fraktionsvorsitzenden der EVP-ED gewählt. Diese spaltete sich nach der Europawahl 2009 und Daul war anschließend bis zu seinem Ausscheiden aus dem EU-Parlament Vorsitzender der Fraktion der Europäischen Volkspartei (Christdemokraten), kurz EVP-Fraktion.
Als der langjährige Parteivorsitzende Wilfried Martens schwer erkrankt war, übernahm Daul im Oktober 2013 zunächst interimsweise den Vorsitz der Europäischen Volkspartei (EVP), des Zusammenschlusses christdemokratischer und konservativer Mitte-rechts-Parteien in Europa. Nach Martens’ Tod bestimmte das Präsidium der EVP Daul im November 2013 zum neuen Vorsitzenden. Auf dem Parteitag in Dublin im März 2014 wurde er dann auch regulär gewählt. Auf dem EVP-Parteitag in Zagreb im November 2019 übergab Daul den Vorsitz an Donald Tusk.
Daul ist Träger des Verdienstorden für Landwirtschaft, Ritter des Ordre national du Mérite sowie der Ehrenlegion.
Gegen Joseph Daul wurde ab 2004 in Frankreich wegen des Vorwurfs des Missbrauchs öffentlicher Mittel ermittelt. Die Ermittlungen wurden jedoch im August 2007 eingestellt.

## Persönliches
Joseph Daul wohnt im elsässischen Pfettisheim, ist seit 1969 verheiratet und hat zwei Kinder.

## Auszeichnungen
- 2008: Großes Goldenes Ehrenzeichen mit dem Stern für Verdienste um die Republik Österreich[3]
- 2014: Medaille für besondere Verdienste um Bayern in einem Vereinten Europa